# Вызов Перно
Вызов Перно (англ. Challenge Pernod) — сезонное соревнование по шоссейному велоспорту, которое проводилось с 1958 по 1988 год. Он включал в себя три зачёта, которые определяли в конце года лучшего велогонщика:
- Super Prestige Pernod — зачёт лучшего гонщика, своего рода чемпионата мира.
- Prestige Pernod — зачёт лучшего французского гонщика.
- Pernod Promotion — зачёт лучшего французского гонщика до 25 лет.

## История
Разногласия между организаторами Challenge Desgrange-Colombo привели в 1958 году к его исчезновению.
В том же 1958 году Жак Куврат, менеджер по рекламе французской компании Pernod производящей алкогольные напитки, создал трофей, наградив лучшего французского велогонщика по итогам года, который получил название Prestige Pernod. Он конкурировал с другим зачётом — Challenge Sedis (также называемым Challenge Yellow), спонсируемым компанией Sedis, производителем механических цепей, которая с 1931 по 1982 год награждала лучшего профессионального французского велогонщика по итогам сезона.
В последующие годы появились следующие категории зачётов:
- В 1959 году были добавлены две категории: Super Prestige Pernod и Pernod Promotion. Super Prestige становится неофициальным чемпионатом мира по очковой классификации среди профессиональных велогонщиков в течение сезона .
- В 1983 году был добавлен 4-й зачёт Promotion Internationale.
- В 1984 году Promotion Internationale исчезает в пользу Super Promotion (internationale).
- В 1985 году создаётся женская категория Super-Prestige Pernod féminin.

Первоначально в зачёт входили только гонки проводимые на территории Франции, но с 1961 года были включены гонки проводимые и в других европейских странах. Всего в календаре было около 30 однодневных гонок (включая Гран-при наций проводящейся в формате индивидуальной гонки и все классики), 5 многодневных гонок, все три Гранд-тура и Чемпионат мира с целью определения самого конкурентоспособного гонщика в различных видах шоссейных гонок в течение целого сезона. Однако, несмотря на название, все входящие гонки проводились только в Европе.
Недостатком, однако, было усиленное влияния спонсоров, в результате чего произошло увеличение количества гонок в которых очки можно было набирать непрерывно. Кроме того, начисляемые очки не всегда соответствовали значимости самой гонке. Таким образом, в последние годы существования победа в Туре Швейцарии давала значительно больше очков, чем по меньшей мере примерно равные Париж — Ницца или Дофине Либере.
В 1987 году, из-за изменений во французском законодательстве которое запретило рекламу алкоголя в спорте, Pernod проводит последний сезон и спустя почти 30 лет прекращает спонсирование всех зачётов со следующего года. Француз Шарли Мотте стал неофициальным победителем сезона 1988 года.
Рекордсменом по числу побед является бельгиец Эдди Меркс, становившийся лучшим велогонщиком по итогам года 7 раз подряд, с 1969 по 1975 год, названную «эпохой Меркса». Французы Бернар Ино и Жак Анкетиль одержали по 4 раза, последний при этом стал единственным гонщиком побеждавшим с перерывами. В последние годы доминировали ирландцы в лице Шона Келли (1984—1986) и Стивена Роуча (1987).
В 1989 году Международный союз велосипедистов создаст UCI Road World Cup, рейтинг на основе набранных очков за год. Его первым победителем станет ирландец Шон Келли.
Многие рассматривали Super Prestige Pernod как чемпионат мира по очкам и признали его более высокий статус, чем непосредственно Чемпионат мира, который является однодневной гонкой и имеет высокий уровень «лотереи».

## Регламент
Очки получали первые 10 гонщиков по результатам каждой гонки. Начисляемые очки зависели от категории гонки.

## Результаты

### Super Prestige Pernod
| Год  | Победитель          | Второй              | Третий                          | Четвёртый         | Пятый                            |
| ---- | ------------------- | ------------------- | ------------------------------- | ----------------- | -------------------------------- |
| 1959 | Анри Англаде        | Роджер Ривьер       | Рик Ван Лой Ноэль Форе          |                   | Геранд Сайнт                     |
| 1960 | Жан Грачик          | Пино Черами         | Гастоне Ненчини                 | Раймонд Мастротто | Рик Ван Лой                      |
| 1961 | Жак Анкетиль        | Раймон Пулидор      | Рик Ван Лой                     | Жильбер Десме     | Нино Дефилиппис Имерио Маззиньян |
| 1962 | Джо де Роо          | Йозеф Планкарт      | Эмиль Дамс                      | Рик Ван Лой       | Жак Анкетиль                     |
| 1963 | Жак Анкетиль        | Том Симпсон         | Раймон Пулидор                  | Джо де Роо        | Рик Ван Лой                      |
| 1964 | Раймон Пулидор      | Ян Янссен           | Жак Анкетиль                    | Рик Ван Лой       | Бенони Бехейт                    |
| 1965 | Жак Анкетиль        | Том Симпсон         | Эдвард Селс                     | Раймон Пулидор    | Феличе Джимонди                  |
| 1966 | Жак Анкетиль        | Феличе Джимонди     | Раймон Пулидор                  | Ян Янссен         | Люсьен Аймар                     |
| 1967 | Ян Янссен           | Эдди Меркс          | Феличе Джимонди                 | Роже Пинжон       | Рик Ван Лой Франко Бальмамион    |
| 1968 | Херман Ван Спрингел | Феличе Джимонди     | Вальтер Годефрот                | Ян Янссен         | Эдди Меркс                       |
| 1969 | Эдди Меркс          | Феличе Джимонди     | Херман Ван Спрингел             | Раймон Пулидор    | Роже Пинжон Вальтер Годефрот     |
| 1970 | Эдди Меркс          | Херман Ван Спрингел | Луис Оканья                     | Эрик Леман        | Феличе Джимонди                  |
| 1971 | Эдди Меркс          | Луис Оканья         | Йоп Зутемелк Йёста Петтерссон   |                   | Сирилл Гимар                     |
| 1972 | Эдди Меркс          | Раймон Пулидор      | Сирилл Гимар                    | Ив Эза            | Йоп Зутемелк                     |
| 1973 | Эдди Меркс          | Луис Оканья         | Йоп Зутемелк                    | Феличе Джимонди   | Фредди Мартенс                   |
| 1974 | Эдди Меркс          | Роже де Вламинк     | Франс Вербек                    | Раймон Пулидор    | Йоп Зутемелк                     |
| 1975 | Эдди Меркс          | Роже де Вламинк     | Франческо Мозер                 | Бернар Тевене     | Фредди Мартенс                   |
| 1976 | Фредди Мартенс      | Франческо Мозер     | Йоп Зутемелк                    | Эдди Меркс        | Люсьен Ван Импе                  |
| 1977 | Фредди Мартенс      | Роже де Вламинк     | Бернар Ино                      | Йоп Зутемелк      | Франческо Мозер                  |
| 1978 | Франческо Мозер     | Бернар Ино          | Йоп Зутемелк                    | Джерри Кнетеманн  | Ян Рас                           |
| 1979 | Бернар Ино          | Джузеппе Саронни    | Йоп Зутемелк                    | Франческо Мозер   | Ян Рас                           |
| 1980 | Бернар Ино          | Альфонс Де Вольф    | Франческо Мозер                 | Хенни Кёйпер      | Джузеппе Саронни                 |
| 1981 | Бернар Ино          | Роже де Вламинк     | Ян Рас                          | Альфонс Де Вольф  | Хенни Кёйпер                     |
| 1982 | Бернар Ино          | Джузеппе Саронни    | Сильвано Контини                | Томми Прим        | Шон Келли                        |
| 1983 | Грег Лемонд         | Шон Келли           | Ян Рас Джузеппе Саронни         |                   | Адри ван дер Пул                 |
| 1984 | Шон Келли           | Бернар Ино          | Фил Андерсон                    | Лоран Финьон      | Франческо Мозер Стивен Роуч      |
| 1985 | Шон Келли           | Фил Андерсон        | Грег Лемонд                     | Бернар Ино        | Морено Арджентин                 |
| 1986 | Шон Келли           | Грег Лемонд         | Клод Крикельон Адри ван дер Пул |                   | Урс Циммерманн                   |
| 1987 | Стивен Роуч         | Шон Келли           | Клод Крикельон                  | Шарли Мотте       | Эрик Вандерарден                 |

### Prestige Pernod и Promotion Pernod
| Год  | Prestige Pernod       | Prestige Pernod       | Prestige Pernod            | Prestige Pernod                        | Prestige Pernod            | Promotion Pernod       |
| Год  | Победитель            | Второй                | Третий                     | Четвёртый                              | Пятый                      | Promotion Pernod       |
| ---- | --------------------- | --------------------- | -------------------------- | -------------------------------------- | -------------------------- | ---------------------- |
| 1958 | не присуждался        | Франсис Пипелин       |                            |                                        |                            |                        |
| 1959 | Анри Англаде          | Рене Приват           | Андре Дарригад             | Раймонд Мастротто                      | Роджер Ривьер              | Раймонд Мастротто      |
| 1960 | Раймонд Мастротто     | Андре Дарригад        | Франсуа Маэ Раймон Пулидор |                                        | Жан Грачик                 | Раймон Пулидор         |
| 1961 | Жак Анкетиль          | Джозеф Груссар        | Раймон Пулидор             | Жан Гаинче                             | Роберт Казала              | Раймон Пулидор         |
| 1962 | Джозеф Груссар        | Раймон Пулидор        | Жак Анкетиль               | Раймонд Мастротто                      | Жерард Тьялин              | Жан-Клод Лебуде        |
| 1963 | Жак Анкетиль          | Раймон Пулидор        | Жан Стаблински             | Жан-Клод Лебуде                        | Анри Англаде               | Джозеф Велли           |
| 1964 | Раймон Пулидор        | Андре Фушер           | Жан Стаблински             | Жак Анкетиль                           | Жорж Груссар               | Мишель Неделек         |
| 1965 | Жак Анкетиль          | Раймон Пулидор        | Жан Стаблински             | Анри Англаде                           | Андре Фушер                | Жорж Шапе              |
| 1966 | Раймон Пулидор        | Люсьен Аймар          | Жак Анкетиль               | Поль Леметьер                          | Роже Пинжон                | Люсьен Аймар           |
| 1967 | Бернард Гайот         | Роже Пинжон           | Люсьен Аймар               | Раймон Пулидор                         | Мишель Граин               | Бернард Гайот          |
| 1968 | Люсьен Аймар          | Раймон Пулидор        | Роже Пинжон                | Жан Джурден                            | Бернард Гайот              | Бернард Гайот          |
| 1969 | Раймон Пулидор        | Раймонд Делисл        | Роже Пинжон                | Бернард Гайот                          | Жильбер Баллоне            | Сирилл Гимар           |
| 1970 | Жорж Шапе             | Раймон Пулидор        | Люсьен Аймар               | Жан-Пьер Жёне                          | Сирилл Гимар               | Даниэль Ребилльярд     |
| 1971 | Сирилл Гимар          | Бернар Тевене         | Раймон Пулидор             | Жерар Монерон                          | Ивез Хезард                | Бернар Тевене          |
| 1972 | Раймон Пулидор        | Сирилл Гимар          | Ивез Хезард                | Бернар Тевене                          | Хосе Шато                  | Ивез Хезард            |
| 1973 | Бернар Тевене         | Раймон Пулидор        | Реджис Овион               | Алан Санти                             | Жан-Пьер Дангуламе         | Реджис Овион           |
| 1974 | Алан Санти            | Раймон Пулидор        | Жан-Пьер Дангуламе         | Бернар Тевене                          | Мариано Мартинес           | Бернар Бурро           |
| 1975 | Бернар Тевене         | Жан-Пьер Дангуламе    | Реджис Овион               | Бернар Ино                             | Раймонд Делисл             | Бернар Ино             |
| 1976 | Бернар Ино            | Раймон Пулидор        | Бернар Тевене              | Раймонд Делисл                         | Патрик Беон                | Мишель Лаурент         |
| 1977 | Бернар Ино            | Бернар Тевене         | Жан-Пьер Дангуламе         | Андре Шалмел                           | Раймонд Делисл             | Пьер-Раймонд Виллемине |
| 1978 | Бернар Ино            | Мишель Лаурент        | Ивез Хезард                | Мариано Мартинес                       | Жан-Рене Бернадо           | Жан-Рене Бернадо       |
| 1979 | Бернар Ино            | Жан-Рене Бернадо      | Пьер-Раймонд Виллемине     | Андре Шалмел                           | Жан Шассанг Мишель Лаурент | Патрик Боннет          |
| 1980 | Бернар Ино            | Жильбер Дюкло-Лассаль | Жан-Рене Бернадо           | Жаке Боссис                            | Раймонд Мартин             | Алан Вигнерон          |
| 1981 | Бернар Ино            |                       | Фрэнсис Кастинг            | Жан-Рене Бернадо Жильбер Дюкло-Лассаль |                            | Фрэнсис Кастинг        |
| 1982 | Бернар Ино            | Бернард Валлет        | Жан-Рене Бернадо           | Марк Гомез                             | Жильбер Дюкло-Лассаль      | Марк Гомез             |
| 1983 | Жильбер Дюкло-Лассаль | Бернар Ино            | Лоран Финьон               | Жан-Рене Бернадо                       | Марк Мадьо                 | Лоран Финьон           |
| 1984 | Бернар Ино            | Лоран Финьон          | Эрик Кариту Паскаль Симон  |                                        |                            |                        |
| 1985 | Шарли Мотте           | Бернар Ино            | Марк Мадьо                 | Эрик Кариту Жильбер Дюкло-Лассаль      |                            |                        |
| 1986 | Жан-Француа Бернард   | Шарли Мотте           | Жильбер Дюкло-Лассаль      |                                        | Лоран Финьон               |                        |
| 1987 | Шарли Мотте           | Лоран Финьон          | Марк Мадьо                 | Мартиал Гаянт                          | Жан-Француа Бернард        |                        |

### Promotion Internationale
| Год  | Победитель  |
| ---- | ----------- |
| 1983 | Стивен Рокс |

### Super-Promotion
| Год  | Победитель        |
| ---- | ----------------- |
| 1984 | Ники Рюттюман     |
| 1985 | Ники Рюттюман     |
| 1986 | Ронан Пенсек      |
| 1987 | Эдвиг Ван Хойдонк |

### Super-Prestige Pernod féminin
| Год  | Победитель  |
| ---- | ----------- |
| 1985 | Жанни Лонго |
| 1986 | Жанни Лонго |
| 1987 | Жанни Лонго |